# Paula de Waart
Paulina Alida Maria de Waart (Vlissingen, 1 januari 1876 - Den Haag, 2 december 1938 was een Nederlands toneel- en filmactrice ten tijde van de stomme film. Ze was een van de eerste filmactrices uit Nederland.

## Biografie
Ze werd geboren binnen het gezin van horeca-ondernemer (tapper) Henricus Cornelis de Waart en Maria Martina van Olm.
Ze begon haar loopbaan aan het einde van de negentiende eeuw als toneelactrice bij het gezelschap van Eduard Verkade. Ze speelde vervolgens enkele jaren bij de Nederlandsche Toneeluitvoering in Amsterdam, waarna ze zich in augustus 1907 aansloot bij het Noord-Nederlandsche Toneelgezelschap met toen als directeur Cor Smits. Ze heeft ook gespeeld bij het gezelschap Vrolijk Toneel. Met het gezelschap van Cor Ruys toerde ze door toenmalig Nederlands-Indië. In 1915 debuteerde als filmactrice in Koningin Elisabeth's Dochter. Later speelde ze in films van Filmfabriek Hollandia van regisseur Maurits Binger. In de jaren dertig was ze directrice van het theatergezelschap De Narren, dat toneelstukken voor kinderen opvoerde. Ze overleed op 62-jarige leeftijd na een ziekbed van ongeveer anderhalf jaar. Ze werd op Oud Eik en Duinen begraven.

## Werk

### Toneelstukken
- Romeo en Julia (?)
- Mislukte levens (1901) van Johan I.N. Schmidt
- Maria Stuart (1904) van Von Schiller, vertaald door C. ten Kate
- Durand en Durand (1905)
- Martin de kuier van Havre (1906) van Adolphe d'Ennery, vertaald
- De bedelares (oktober 1907)
- De blanke Othello (1908)
- De vrouw van papa (1908) van Alfred Hennequin, vertaald
- Silvia Silombra (1911) van A.W.G. van Riemsdijk

### Films
- Koningin Elisabeth's dochter (1915)
- Liefdesstrijd (1915)
- Vogelvrij (1916)
- Liefdesoffer (1916)
- Majoor Frans (1916)
- La Renzoni (1916)
- Het geheim van Delft (1917)
- Madame Pinkette & Co (1917)
- Gouden ketenen (1917)
- Ulbo Garvema (1917)
- De kroon der schande (1918)
- Toen 't licht verdween (1918)
- Oorlog en vrede (1914) (1918)
- Oorlog en vrede (1916) (1918)
- Op hoop van zegen (1918)
- Oorlog en vrede (1918) (1918)
- Amerikaansche meisjes (1918)
- Het goudvischje (1919)
- Een Carmen van het Noorden (1919)
- De damescoupeur (1919)
- Schakels (1920)
- De man op den achtergrond (1922)
- Het mysterie van de Mondscheinsonate (1935)